# Ordre de Louis de Hesse
L'ordre de Louis de Hesse (en allemand : Ludwigsorden) était un ordre honorifique du grand-duché de Hesse, qui a été attribué à des soldats et des civils méritoires de 1807 à 1918.

## Historique
L'ordre a été fondé par Louis Ier, premier grand-duc de Hesse, allié de Napoléon  Ier, comme un ordre de mérite, sans nom ni statut, par une loi du 25 août 1807. Le 14 décembre, les statuts ont été adoptés pour l'ordre, qui se voit attribuer son nom officiel. Il se divisait en cinq classes. Il devait être attribué à des soldats et des civils méritants « von den Obersten unterste Stufe auf bis die » (« à partir du niveau le plus élevé au plus faible ») sur le modèle de la Légion d'honneur.
Aucune nomination n'a eu lieu dans l'ordre depuis l'abdication du dernier grand-duc de Hesse Louis V en novembre 1918.

## Insigne
Les insignes de l'ordre se composaient d'une croix de Malte en émail blanc bordée de rouge, surmontée d'une couronne d'or du grand-duché. Au centre de la croix, un médaillon en émail rouge portait le monogramme « L » en or, entouré d'une couronne de lauriers en or et émail par une bande d'or blanc avec la devise « Gott Ehre Vater Land » (« Dieu honore la mère Patrie »).
Le ruban de l'ordre était noir, avec une bande rouge de chaque côté.

## Quelques membres

### Grande Décoration
- Louis-Alexandre Berthier, prince de Neuchâtel et de Wagram, vice-connétable.
- André Masséna, prince d'Essling, duc de Rivoli, Maréchal de l'Empire.
- Hippolyte de La Rochefoucauld (1804-1863), ministre plénipotentiaire, « grand-croix » le 15 avril 1844[1]

### Commandeurs grands-croix
- François Gédéon, baron Bailly de Monthion, général de brigade.
- Claude, baron Carra de Saint-Cyr, général de division.
- Jacob-François, baron Marulaz, général de division.
- Joseph François Ignace Maximilien, baron Schiner, général de brigade.
- Charles, comte d'Escorches de Sainte-Croix, général de brigade
- Jean-Baptiste Nompère de Champagny, duc de Cadore, secrétaire d'État des Affaires étrangères ;

### Commandeurs
- Jacques-Joseph Marulaz, baron Couture, adjudant-commandant.
- Georges-Frédéric, baron Dentzel, adjudant-commandant.
- Le capitaine Jacques Prosper Masséna, aide de camp d'André Masséna[2].